# Solstormen den 23. juli 2012
Solstormen den 23. juli 2012 var et usædvanlig stort og stærkt gigantisk soludbrud (CME efter coronal mass ejection). Soludbruddet ramte ca 9 dage ved siden af Jorden, da Solen roterer en gang om sin egen akse hver 25 dage og udbruddet opstod i en region, som ikke vendte direkte mod jorden. Udbruddets styrke var sammenligneligt med den geomagnetiske solstorm i 1859, som forårsagede omfattende skader på elektrisk udstyr verden over, som på den tid hovedsageligt bestod af telegrafstationer.
Til gengæld ramte soludbruddet rumfartøjet STEREO-A (en), som overlevede udbruddet og gav forskere værdifulde data. Havde soludbruddet ramt Jorden, er det sandsynligt at det ville have påført alvorlig skade på elektroniske systemer på globalt plan. En 2013-undersøgelse anslog, at de økonomiske omkostninger for USA alene, ville have været mellem 0,6 og 2,6 milliarder amerikanske dollar. Ying D. Liu, professor ved Kinas State Key Laboratory for Space Weather vurderede, at det ville have varet omkring fire til ti år, før alt ville normaliseres.
 Der er for få eller ingen kildehenvisninger i denne artikel, hvilket er et problem. Du kan hjælpe ved at angive troværdige kilder til de påstande, som fremføres i artiklen.